# Salt ’n’ Pepa
Salt ’n’ Pepa, auch Salt-n-Pepa, ist eine US-amerikanische R&B- und Hip-Hop-Gruppe aus Queens bestehend aus Cheryl James alias Salt und Sandy Denton alias Pepa. In ihrer erfolgreichsten Zeit von Mitte der 1980er bis Ende der 1990er Jahre gehörte auch Deidra Roper (DJ Spinderella) dazu. Ihre größten Erfolge sind die Singles Push It (1987), Let’s Talk About Sex (1991) und Whatta Man (1994). Mit mehr als 15 Millionen verkauften Tonträgern gehören sie zu den erfolgreichsten Rapmusikerinnen.

## Bandgeschichte
Die Anfänge von Salt ’n’ Pepa liegen in der Studienzeit des späteren Produzenten Hurby Azor am Center for Media Arts in New York. Er erstellte einen Antwortsong auf The Show von Doug E. Fresh und Slick Rick und bat seine Freundin Cheryl James und deren Arbeitskollegin Sandy Denton, den Rap-Teil zu übernehmen. Gemeinsam stellten sie das Lied mit dem Titel The Show Stoppa fertig und veröffentlichten es als Single unter dem Bandnamen Super Nature. Das Lied war so erfolgreich, dass es 1985 in den US-weiten R&B-Charts bis auf Platz 46 kam.
Daraufhin wurden sie, mit Hurby „Luv Bug“ Azor als Manager und Produzent, vom Independent-Label Next Plateau unter Vertrag genommen. Sie benannten sich in Salt ’n’ Pepa um, nach einer Textzeile in The Show Stoppa, und veröffentlichten ein Jahr später ihr Debütalbum Hot, Cool & Vicious. Anfänglich verkaufte es sich nur zögerlich, brachte ihnen aber mit My Mike Sounds Nice, Tramp und Chick on the Side immerhin drei R&B-Hits. Alle drei sind Rapversionen von R&B-Songs aus den 60er bzw. 70er Jahren. Dann entdeckte der DJ Cameron Paul aus San Francisco Push It, den von Azor geschriebenen Song auf der B-Seite von Tramp, und spielte ihn in seiner Remixversion. So wurde das Lied erst ein lokaler Hit. Nach der landesweiten Veröffentlichung kam er bis in die Top 20 der offiziellen Singlecharts und wurde zum Millionenseller. Als 1989 bei den Grammy Awards erstmals Rap als eigenes Musikfeld eingeführt wurde, gehörten Salt ’n’ Pepa mit dem Lied zu den Nominierten. Außerhalb der Vereinigten Staaten war Push It ebenfalls sehr erfolgreich und kam in vielen europäischen Ländern und in Australien in die Top 10 und in den britischen Charts auf Platz 2.
Beim ersten Album hatten Cheryl „Salt“ James und Sandy „Pepa“ Denton noch mit Pamela Latoya Green als weiblichem DJ zusammengearbeitet, sie hatte jedoch danach geheiratet und sich zurückgezogen. Beim zweiten Album nahmen sie stattdessen Deidra Roper alias DJ Spinderella als festes drittes Bandmitglied auf. A Salt with a Deadly Pepa erschien 1988 und konnte an den Erfolg des ersten Albums anknüpfen. Mit Shake Your Thang (It’s Your Thing), das auf einem der größten Hits der Isley Brothers aus dem Jahr 1969 basiert, hatten sie ihren zweiten internationalen Hit und mit Platz 4 in den US-R&B-Charts ihre bis dahin höchste Platzierung in den Genrecharts. Sie veröffentlichten auch eine Rapversion von Twist and Shout, die in Großbritannien bis auf Platz 4 kam.
Danach veröffentlichten Salt ’n’ Pepa ein Remix-Album und 1990 das dritte Studioalbum Blacks’ Magic. Es bekam sehr gute Kritiken und obwohl es als sehr poplastig angesehen wurde, war es auch in Hip-Hop-Kreisen sehr erfolgreich und wurde das zweite Platin-Album der Band in USA. Die Single Expression, von Salt geschrieben, wurde der zweite Millionenseller und ein Nummer-eins-Hit in den Rapcharts. 1991 folgte mit Do You Want Me ein zweiter größerer Hit, der in England Platz 5 erreichte. Aber erst Ende 1991 wurde Let’s Talk About Sex zum größten Hit des Trios. Der Song, der den Umgang mit dem Thema Sex in den Medien kritisiert, war in den USA nicht ganz so erfolgreich, obwohl er immerhin Platz 13 in den Hot 100 erreichte. Dafür kam er in zahlreichen europäischen Ländern, darunter die deutschsprachigen Länder, und in Australien auf Platz 1.
Bis zum nächsten Album verging eine längere Zeit und Very Necessary erschien im Herbst 1993. In den USA wurde es das mit Abstand erfolgreichste Album des Trios mit über fünf Millionen verkauften Exemplaren und Platz 4 in den Albumcharts. Zu verdanken war das auch Singlehits wie Shoop und vor allem Whatta Man, der Coverversion eines R&B-Hits aus den 1960er Jahren, die sie zusammen mit dem R&B-Quartett En Vogue aufgenommen hatten. Das Gemeinschaftswerk war der dritte Millionenseller ihrer Karriere. Mit Platz 4 bzw. Platz 3 waren die beiden Singles auch ihre bestplatzierten in den US-Singlecharts. None of Your Business war als vierte Auskopplung kommerziell nicht mehr so erfolgreich, brachte Salt ’n’ Pepa dafür aber ihren einzigen Grammy Award für die beste Rap-Darbietung des Jahres. In Europa waren, wie schon beim Vorgänger, einzelne Songs erfolgreicher als das Album. In Großbritannien erreichte Whatta Man mit Platz 7 die beste Platzierung.
Obwohl die Beziehung zwischen Azor und James bereits 1990 in die Krise geraten war, hatten sie bei Very Necessary noch professionell zusammengearbeitet. Auf dem Weg zum fünften Studioalbum ging aber auch die musikalische Gemeinsamkeit zu Ende. Die drei Frauen waren inzwischen auch alle Mütter und hatten dadurch Änderungen in ihrem Leben erfahren. Cheryl James hatte dazu neben der Band mit dem Gospelmusiker Kirk Franklin zusammengearbeitet und dieser war im Gegenzug einer der Gastsänger auf dem neuen Album. Brand New wurde von Salt ’n’ Pepa selbst zusammen mit verschiedenen Produzenten fertiggestellt und erschien im Herbst 1997. Das Album schaffte es aber nicht, nach der langen Pause mit der Entwicklung in der Rapmusik mitzuhalten. Es erreichte immer noch Goldstatus in den USA und hatte mit R U Ready und Gitty Up noch zwei mittlere Singlehits, konnte aber an den großen Erfolg des Vorgängeralbums nicht heranreichen.
Es folgten weitere Veränderungen im persönlichen Umfeld. Sandra Denton heiratete 1999 Anthony Criss alias Treach von Naughty by Nature, ließ sich aber 2001 wieder scheiden. Cheryl James heiratete 2000 den Produzenten Gavin Wray. Salt ’n’ Pepa geriet immer weiter in den Hintergrund und 2002 wurde offiziell die Auflösung bekanntgegeben. Deidra Roper, die Jüngste des Trios, war weiterhin als DJ aktiv und hatte Mitte der 2000er eine eigene Radioshow in Los Angeles. Gelegentlich kamen die drei Frauen noch für gemeinsame Auftritte zusammen und 2007 waren sie in einer Reality-Serie mit dem Titel The Salt-n-Pepa Show im Fernsehen zu sehen. Denton veröffentlichte im darauf folgenden Jahr ihre Autobiografie und moderierte 2010 eine Fernsehshow.

## Mitglieder
- „Salt“: Cheryl James Wray (* 28. März 1966 in New York)
- „Pepa“: Sandra Denton (* 9. November 1969 in Kingston, Jamaika)
- „DJ Spinderella“: Deidra Muriel Roper (* 3. August 1971 in New York)

## Diskografie
Studioalben

| Jahr | Titel Musiklabel                                                         | Höchstplatzierung, Gesamtwochen, AuszeichnungChartplatzierungen (Jahr, Titel, Musiklabel, Platzierungen, Wochen, Auszeichnungen, Anmerkungen) | Höchstplatzierung, Gesamtwochen, AuszeichnungChartplatzierungen (Jahr, Titel, Musiklabel, Platzierungen, Wochen, Auszeichnungen, Anmerkungen) | Höchstplatzierung, Gesamtwochen, AuszeichnungChartplatzierungen (Jahr, Titel, Musiklabel, Platzierungen, Wochen, Auszeichnungen, Anmerkungen) | Höchstplatzierung, Gesamtwochen, AuszeichnungChartplatzierungen (Jahr, Titel, Musiklabel, Platzierungen, Wochen, Auszeichnungen, Anmerkungen) | Höchstplatzierung, Gesamtwochen, AuszeichnungChartplatzierungen (Jahr, Titel, Musiklabel, Platzierungen, Wochen, Auszeichnungen, Anmerkungen) | Höchstplatzierung, Gesamtwochen, AuszeichnungChartplatzierungen (Jahr, Titel, Musiklabel, Platzierungen, Wochen, Auszeichnungen, Anmerkungen) | Anmerkungen                                                  |
| Jahr | Titel Musiklabel                                                         | DE | AT | CH | UK | US | R&B | Anmerkungen                                                  |
| ---- | ------------------------------------------------------------------------ | --- | --- | --- | --- | --- | --- | ------------------------------------------------------------ |
| 1986 | Hot, Cool & Vicious Next Plateau Entertainment (NPE)                     | DE63 (1 Wo.)DE | — | — | — | US26 Platin · (53 Wo.)US | R&B7 (64 Wo.)R&B | Erstveröffentlichung: 1. Dezember 1986 Verkäufe: + 1.050.000 |
| 1988 | A Salt with a Deadly Pepa London Records (Metronome)                     | DE40 (6 Wo.)DE | — | CH16 (2 Wo.)CH | UK19 Gold · (27 Wo.)UK | US38 (31 Wo.)US | R&B8 (39 Wo.)R&B | Erstveröffentlichung: 26. Juli 1988 Verkäufe: + 500.000      |
| 1990 | Blacks’ Magic auch bekannt als: Salt ’n’ Pepa London Records (Metronome) | — | — | — | UK70 (1 Wo.)UK | US38 Platin · (71 Wo.)US | R&B15 (23 Wo.)R&B | Erstveröffentlichung: 19. März 1990 Verkäufe: + 1.000.000    |
| 1993 | Very Necessary London Records (Metronome)                                | DE51 (13 Wo.)DE | — | — | UK36 (10 Wo.)UK | US4 ×5Fünffachplatin · (89 Wo.)US | R&B6 (75 Wo.)R&B | Erstveröffentlichung: 12. Oktober 1993 Verkäufe: + 5.470.000 |
| 1997 | Brand New London Records (UMG)                                           | DE64 (3 Wo.)DE | — | CH23 (5 Wo.)CH | — | US37 Gold · (12 Wo.)US | R&B16 (22 Wo.)R&B | Erstveröffentlichung: 21. Oktober 1997 Verkäufe: + 500.000   |